# 春間タツキ
春間タツキ（はるま　たつき）は日本の作家・漫画原作者。焦田シューマイ（こげた　しゅーまい）の名義でも活動している。

## 経歴
小説家になろうで掲載していた『結婚初夜のデスループ～脳筋令嬢は何度死んでもめげません～』に加筆修正を行い、2020年に双葉社のＭノベルスｆで商業出版した。
2020年、『聖女ヴィクトリアの考察 アウレスタ神殿物語』で第６回角川文庫キャラクター小説大賞奨励賞を受賞。2021年に同作を角川文庫から出版した。その際、春間タツキというペンネームを使い始めた。
その後も漫画原作を担当する際など作品によっては、焦田シューマイの名義を使用している。

## 作品

### 小説
- 結婚初夜のデスループ～脳筋令嬢は何度死んでもめげません～（双葉社Ｍノベルスｆ・全２巻、2020年)[5][6][7]

- 聖女ヴィクトリアの考察 アウレスタ神殿物語 (角川文庫・既刊２巻、2021 - )[2][8]

### 漫画原作
- ザコ姫さまは生きのびたい！～処刑の危機は、姫プレイで乗り切ります～（作画：おみおみ、構成：木場健介、ガンガンONLINE、既刊３巻、2023年 - ）[9]

- 外科医キアラは死亡フラグを許さない : 死人だらけのシナリオは、前世の知識で書きかえます (漫画：冬芽沙也、新潮社BUNCH COMICS、既刊１巻、2024年 - )[10]

## 参照
1. 1 2  “文芸評論家がミステリーファンにおすすめするファンタジー『聖女ヴィクトリアの考察』”. Real Sound｜リアルサウンド ブック (2021年11月7日). 2024年9月7日閲覧。
2. 1 2  CORPORATION, KADOKAWA. “聖女ヴィクトリアの考察 アウレスタ神殿物語”. KADOKAWAオフィシャルサイト. 2024年9月7日閲覧。
3. ↑  @kogetashu_mai (2021年9月5日). "私の春間タツキというペンネームですがキャラ文デビュー時、編集さんから「普通のペンネームを考えてね」と頼まれたので「春間樹（たつき）」と提出したところ". X（旧Twitter）より2024年9月7日閲覧。
4. ↑  “ガンガンONLINE”. www.ganganonline.com. 2024年9月11日閲覧。
5. ↑  “双葉社”. www.futabasha.co.jp. 2024年9月7日閲覧。
6. ↑  “双葉社”. www.futabasha.co.jp. 2024年9月7日閲覧。
7. ↑  “文芸評論家がミステリーファンにおすすめするファンタジー『聖女ヴィクトリアの考察』”. Real Sound｜リアルサウンド ブック (2021年11月7日). 2024年9月7日閲覧。
8. ↑  CORPORATION, KADOKAWA. “聖女ヴィクトリアの逡巡 アウレスタ神殿物語”. KADOKAWAオフィシャルサイト. 2024年9月7日閲覧。
9. ↑  Inc, Natasha. “ギルマスのゲーマーJKがゲーム内の皇女に転生、新連載「ザコ姫さまは生きのびたい！」”. コミックナタリー. 2024年9月7日閲覧。
10. ↑  “『外科医キアラは死亡フラグを許さない ～死人だらけのシナリオは、前世の知識で書きかえます～ 1巻』 焦田シューマイ／原作、冬芽沙也／漫画 | 新潮社”. www.shinchosha.co.jp. 2024年9月7日閲覧。